# Ponapémonarch
De Ponapémonarch (Myiagra pluto) is een zangvogel uit de familie Monarchidae (monarchen).

## Verspreiding en leefgebied
Deze soort is endemisch op het eiland Pohnpei (oude naam Ponapé) in de Carolinen.

## Status
De grootte van de populatie is niet gekwantificeerd maar de soort wordt omschreven als algemeen. Op de Rode lijst van de IUCN heeft deze soort de status niet bedreigd.